# Konotop (Równina Drawska)
Konotop – jezioro na Równinie Drawskiej, położone w województwie zachodniopomorskim, w powiecie choszczeńskim, w gminie Bierzwnik o powierzchni 12,41 ha. Północny brzeg jeziora stanowi granicę między gminą Bierzwnik a gminą Drawno.
Zbiornik znajduje się w zlewni strugi Moczel, należącej do zlewni Drawy.